# Pliomelaena translucida
Pliomelaena translucida är en tvåvingeart som beskrevs av Erich Martin Hering 1942. Pliomelaena translucida ingår i släktet Pliomelaena och familjen borrflugor.
Artens utbredningsområde är Sri Lanka. Inga underarter finns listade i Catalogue of Life.